# Marcel Godivier
Marcel Godivier (Versalles, 17 de enero de 1887 - Dreux, 9 de febrero de 1963) fue un ciclista francés que corrió entre 1907 y 1922. Durante su carrera profesional destacan las dos etapas ganadas en el Tour de Francia de 1911.

## Palmarés
- 1909
  - 1º en la París-Chateauroux
- 1911
  - Vencedor de 2 etapas al Tour de Francia
  - 1º en la París-Beaugency
- 1913
  - 3º en la Giro de Lombardía
- 1917
  - 1º en la Le Mont St Michel-París
  - 2º en la París-Tours

### Resultados al Tour de Francia
- 1910. Abandona (14.ª etapa)
- 1911. 6º de la clasificación general y vencedor de dos etapas
- 1912. Abandona (10.ª etapa)
- 1913. Abandona (4ª etapa)
- 1914. 30.º de la clasificación general